# Ajibarang Kulon
Ajibarang Kulon is een bestuurslaag in het regentschap Banyumas van de provincie Midden-Java, Indonesië. Ajibarang Kulon telt 8017 inwoners (volkstelling 2010).